# Johnny Dawkins
Johnny Earl Dawkins Jr. (Washington D. C., 28 de septiembre de 1963) es un exjugador y actual entrenador de baloncesto estadounidense que jugó durante 9 temporadas en la NBA. Con 1,88 metros de altura, jugaba en la posición de Base. Actualmente es entrenador principal en la Universidad de Florida Central.

## Trayectoria deportiva

### Universidad
Jugó durante 4 temporadas con los Blue Devils de la Universidad de Duke, llegando a ser el máximo anotador de la historia de la misma con 2.556 puntos, récord que permaneció hasta ser superado por J.J. Redick en 2006. En 1986 alcanzó junto a su equipo la final de la NCAA, perdiendo ante Louisville. Ese año promedió 20,2 puntos, siendo elegido Universitario del Año.

### Profesional
Fue elegido en la décima posición del 1986 por San Antonio Spurs, donde jugó durante 3 temporadas. En la temporada 1989-90 fue traspasado a Philadelphia 76ers, donde en su primer año se ganó la titularidad, llegando a promediar 14,2 puntos y 7 asistencias, siendo su mejor año como profesional. Al año siguiente se perdió casi toda la temporada a causa de una lesión. Jugó con los Sixers hasta 1995, cuando firmó por Detroit Pistons, donde disputó su última temporada en la NBA.
En 9 años de carrera, promedió 11,1 puntos y 5,5 asistencias por partido.

## Logros personales
- Fue elegido uno de los 50 mejores jugadores de la historia de la Atlantic Coast Conference.
- Su número, el 24, fue retirado por la Universidad de Duke.

## Estadísticas de su carrera en la NBA

### Temporada regular
| Año     | Equipo       | PJ  | PT  | MPP  | %TC  | %3P  | %TL  | RPP | APP | ROB | TPP | PPP  |
| ------- | ------------ | --- | --- | ---- | ---- | ---- | ---- | --- | --- | --- | --- | ---- |
| 1986-87 | San Antonio  | 81  | 14  | 20.8 | .437 | .298 | .801 | 2.1 | 3.6 | 0.8 | 0.0 | 10.3 |
| 1987-88 | San Antonio  | 65  | 61  | 33.5 | .485 | .311 | .896 | 3.1 | 7.4 | 1.4 | 0.0 | 15.8 |
| 1988-89 | San Antonio  | 32  | 30  | 33.8 | .443 | .000 | .893 | 3.2 | 7.0 | 1.7 | 0.0 | 14.2 |
| 1989-90 | Philadelphia | 81  | 81  | 35.4 | .489 | .333 | .861 | 3.0 | 7.4 | 1.5 | 0.1 | 14.3 |
| 1990-91 | Philadelphia | 4   | 4   | 31.0 | .634 | .250 | .909 | 4.0 | 7.0 | 0.8 | 0.0 | 15.8 |
| 1991-92 | Philadelphia | 82  | 82  | 34.3 | .437 | .356 | .882 | 2.8 | 6.9 | 1.1 | 0.1 | 12.0 |
| 1992-93 | Philadelphia | 74  | 10  | 21.6 | .437 | .310 | .796 | 1.8 | 4.6 | 1.1 | 0.1 | 8.9  |
| 1993-94 | Philadelphia | 72  | 12  | 18.7 | .418 | .352 | .840 | 1.7 | 3.7 | 0.9 | 0.1 | 6.6  |
| 1994-95 | Detroit      | 50  | 9   | 23.4 | .463 | .342 | .909 | 2.3 | 4.1 | 1.0 | 0.0 | 6.5  |
| Total   | Total        | 541 | 303 | 27.5 | .456 | .330 | .857 | 2.5 | 5.5 | 1.1 | 0.1 | 11.1 |

### Playoffs
| Año   | Equipo       | PJ | PT | MPP  | %TC  | %3P  | %TL  | RPP | APP | ROB | TPP | PPP  |
| ----- | ------------ | -- | -- | ---- | ---- | ---- | ---- | --- | --- | --- | --- | ---- |
| 1988  | San Antonio  | 3  | 0  | 17.7 | .261 | .000 | .750 | 1.0 | 1.7 | 0.7 | 0.0 | 5.0  |
| 1990  | Philadelphia | 10 | 10 | 38.6 | .461 | .000 | .837 | 2.2 | 9.3 | 1.7 | 0.2 | 14.2 |
| Total | Total        | 13 | 10 | 33.8 | .428 | .000 | .830 | 1.9 | 7.5 | 1.5 | 0.2 | 12.1 |